# Elisabeth Rethberg

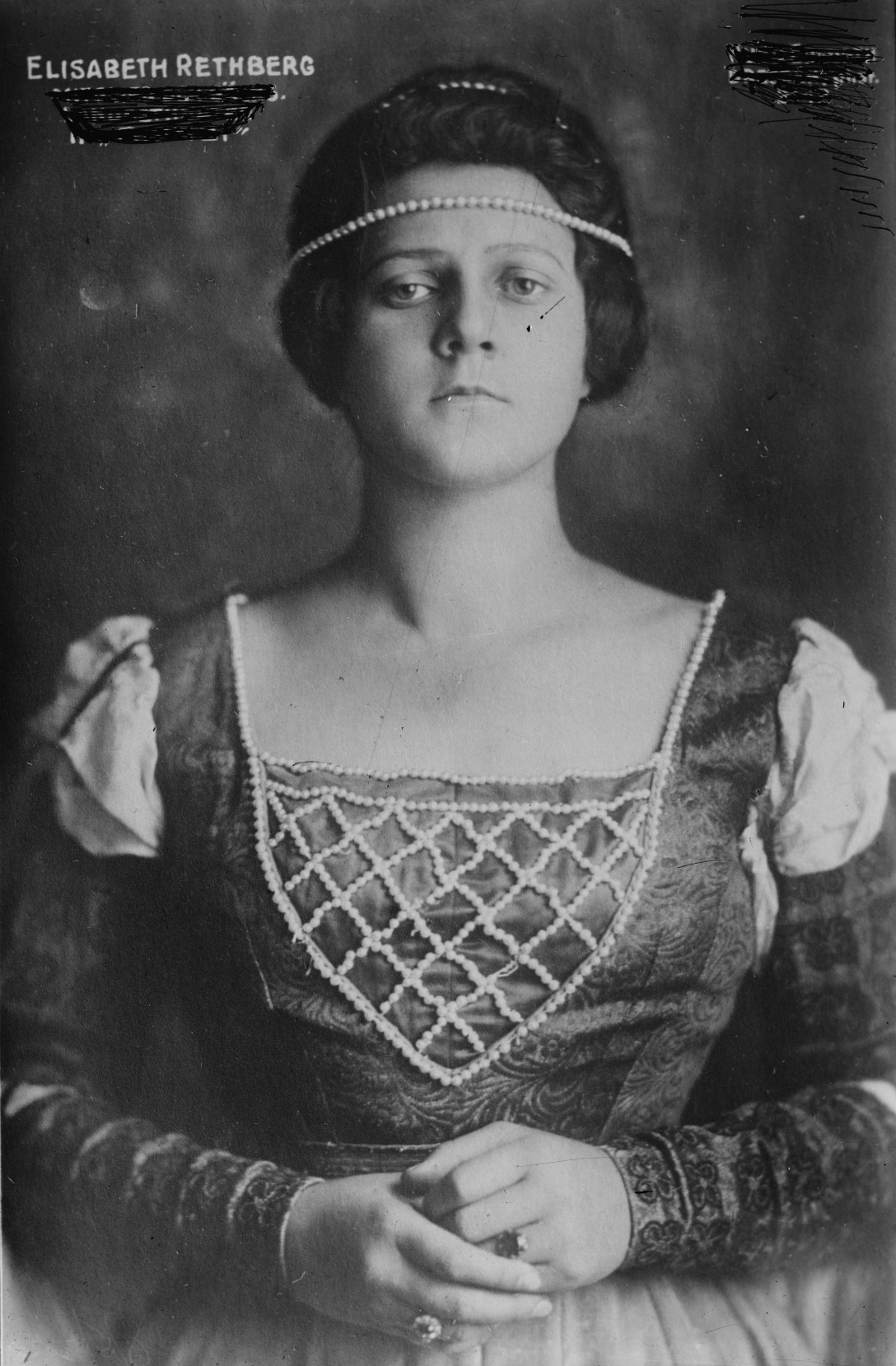

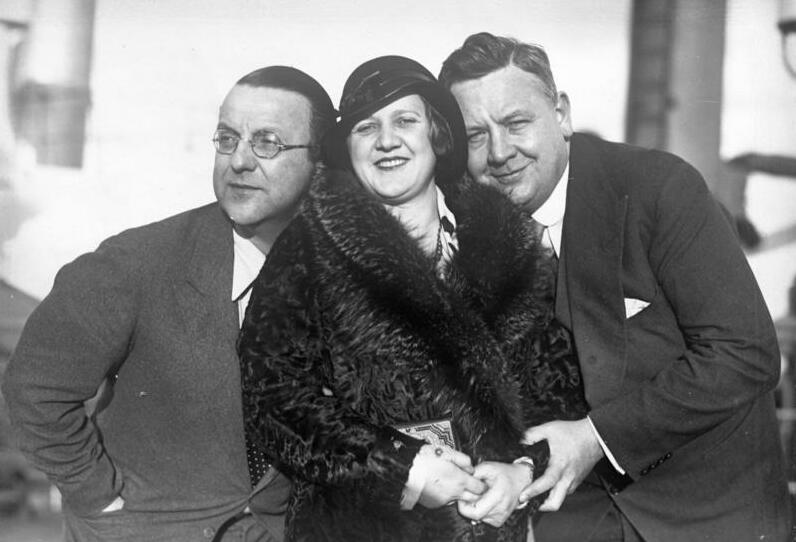
A bordo del "Europa" rumbo a New York con Lauritz Melchior en 1932.

Elisabeth Rethberg fue una soprano lírica alemana nacida el 22 de septiembre de 1894 en Schwarzenberg, Alemania y fallecida el 6 de junio de 1976 en Yorktown Heights, NY, Estados Unidos. Una de las spintos más famosas de la época, su pureza tímbrica antecede a la de Renata Tebaldi.

## Biografía
Nacida Lisbeth Sättler, estudió en Dresde donde debutó en 1915 permaneciendo hasta 1922. Poseyó una gran versatilidad en roles que iban de la Condesa en Las bodas de Fígaro a la emperatriz de Die Frau ohne Schatten pasando por Sofie de El caballero de la rosa y Tosca de Puccini. En 1922 debutó en el Metropolitan Opera de New York como Aida con críticas laudatorias. Rethberg se convirtió en la soprano spinto por excelencia del teatro neoyorquino donde cantó Cio-Cio-San, Maddalena (Andrea Chénier), Amelia (Simón Boccanegra), Desdemona, la Mariscala, Venus, Leonora, Der Freischütz, Sieglinde, Elsa, Elisabeth, Eva y otras. 
El director Arturo Toscanini la llamó "la voz más bella del mundo" y en el teatro de la calle 39 fue la rival de Rosa Ponselle, allí canto durante 20 temporadas más de 30 personajes en más de 350 funciones. Sumó grandes éxitos en San Francisco y Chicago retornando a Europa para la premier mundial de La Helena egipcia de Richard Strauss en Dresde, y a Roma como Brünnhilde -un papel demasiado exigente para su voz- y La Scala como Aída. En 1938 debutó en el Teatro Colón de Buenos Aires dirigida por Tullio Serafin como Aida y como Fiora en L'amor dei tre re de Italo Montemezzi. Se casó con el cantante George Cehanovsky (1892-1986).